# Neoregelia compacta
Neoregelia compacta là một loài thực vật có hoa trong họ Bromeliaceae. Loài này được (Mez) L.B.Sm. mô tả khoa học đầu tiên năm 1939.

## Hình ảnh

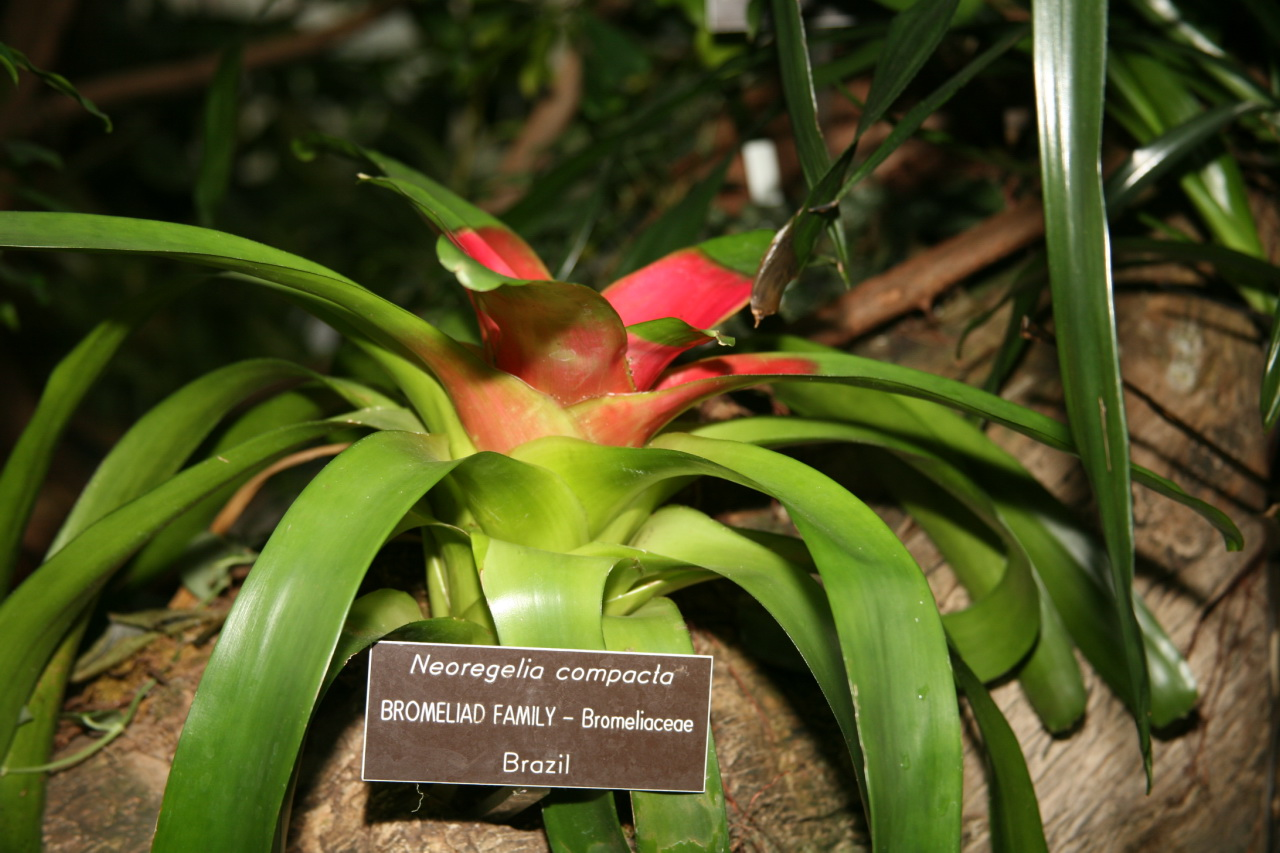
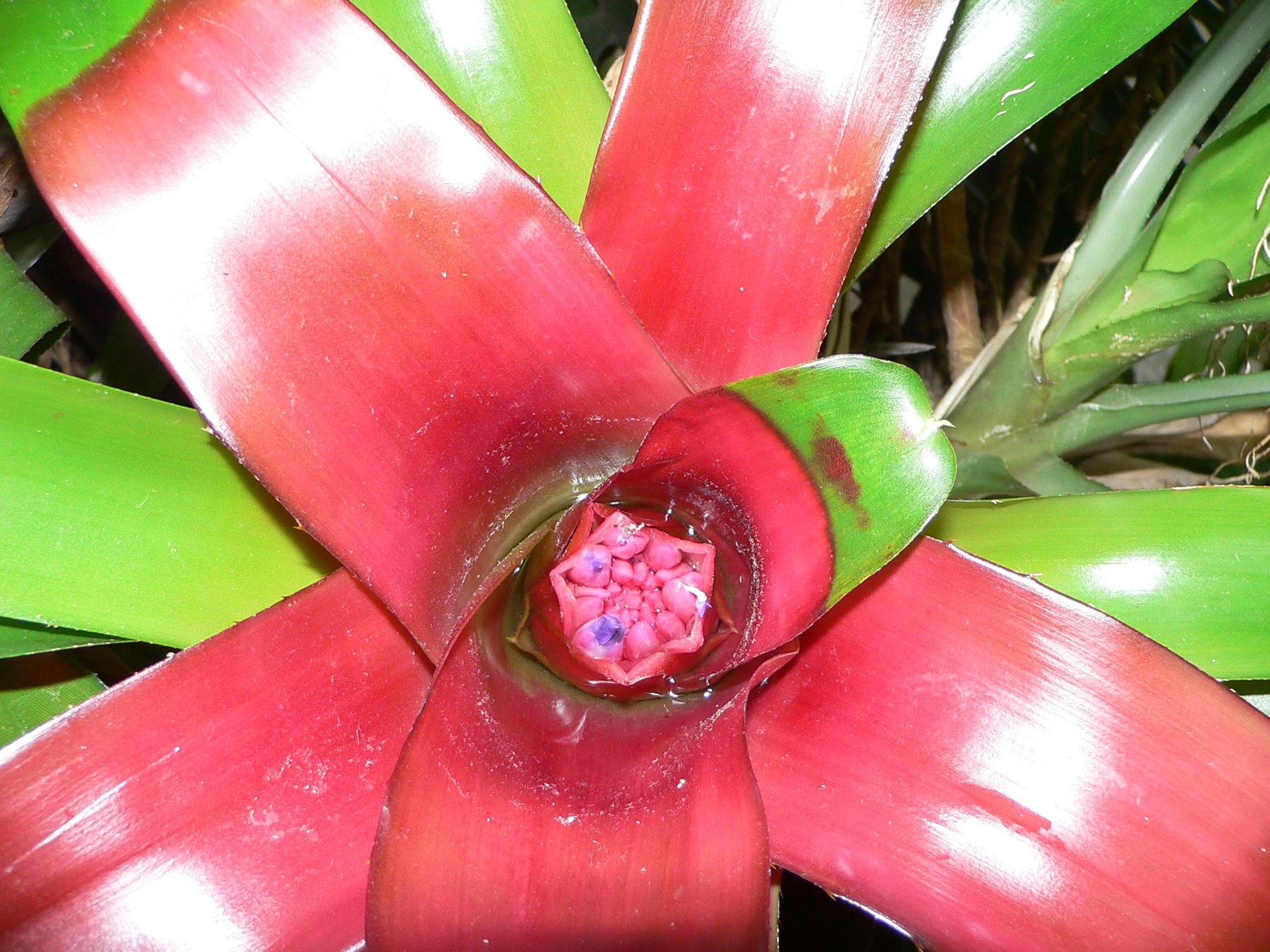
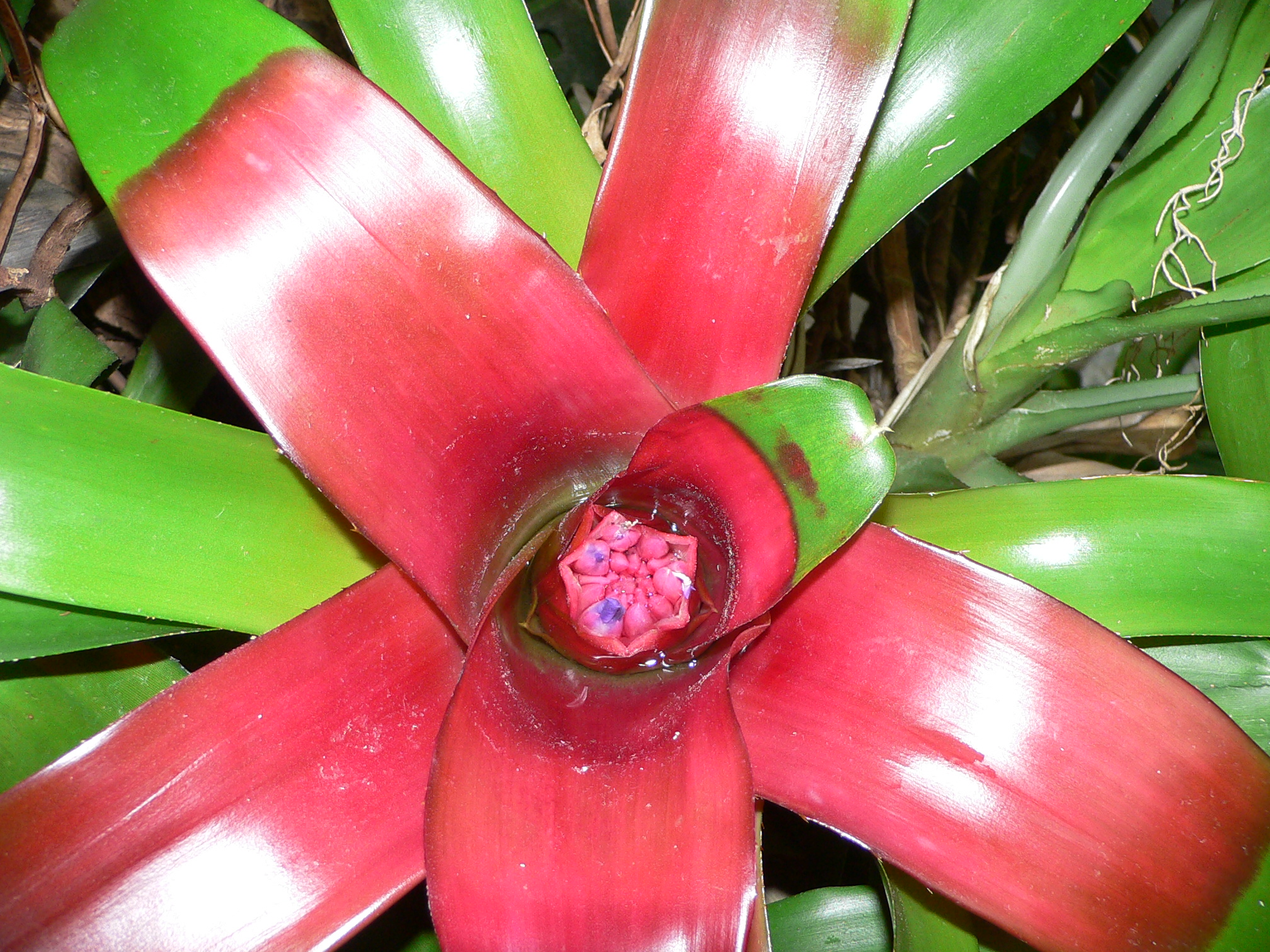
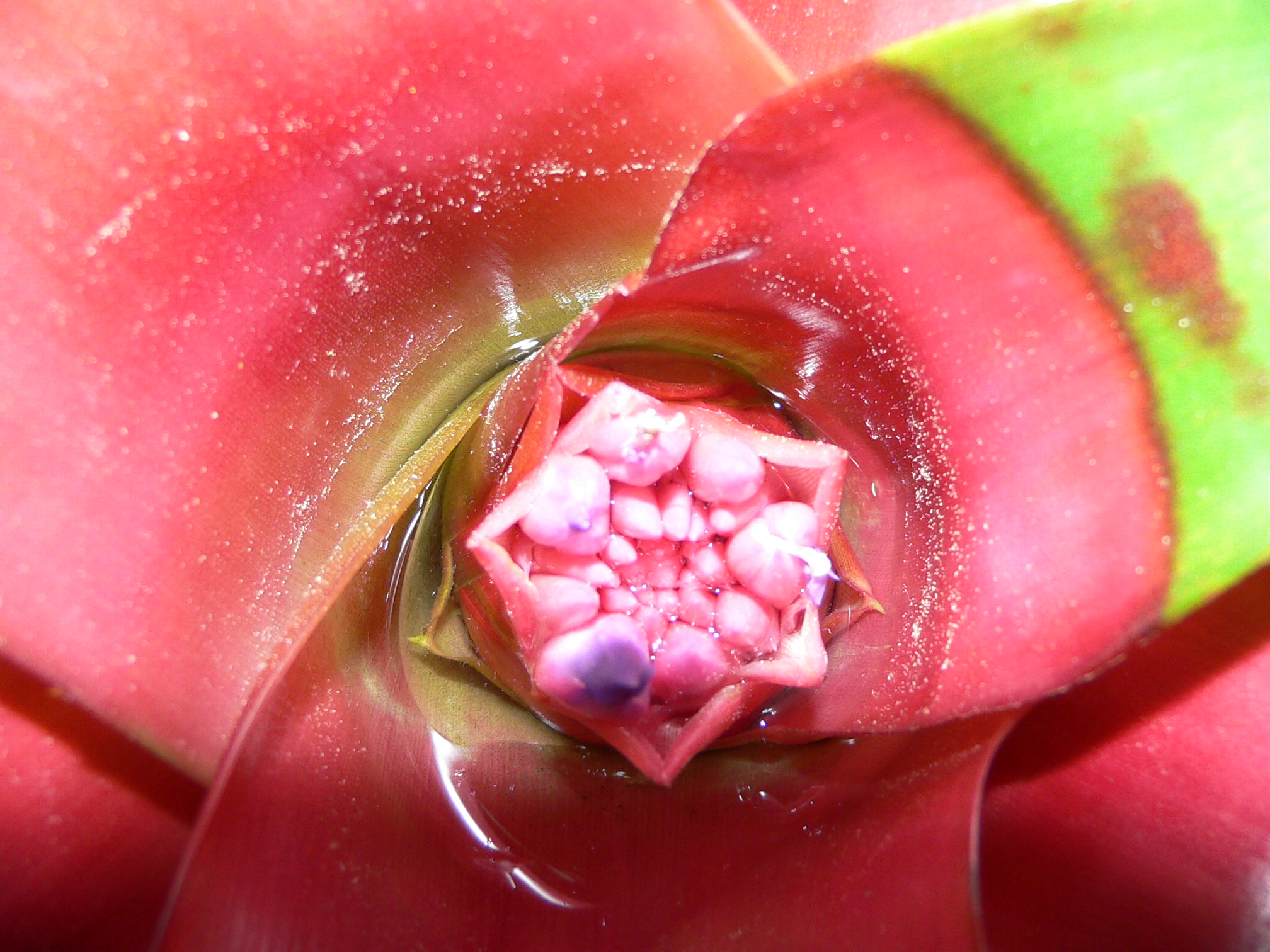